# Sanninoidea
Sanninoidea is een monotypisch geslacht van vlinders uit de familie van de wespvlinders (Sesiidae).

## Soort
- Sanninoidea exitiosa (Say, 1823)